# MU Андромеды
MU Андромеды (лат. MU Andromedae) — одиночная переменная звезда в созвездии Андромеды на расстоянии (вычисленном из значения параллакса) приблизительно 23464 световых лет (около 7194 парсеков) от Солнца. Видимая звёздная величина звезды — от +16,7m до +15,7m.

## Характеристики
MU Андромеды — жёлто-белая пульсирующая переменная звезда типа RR Лиры (RRAB) спектрального класса F5. Эффективная температура — около 5848 K.